# Sarbia (Kołobrzeg)
Sarbia (deutsch Zarben) ist ein Dorf in der Woiwodschaft Westpommern in Polen. Es gehört zur Landgemeinde Kołobrzeg (Kolberg) im Powiat Kołobrzeski.

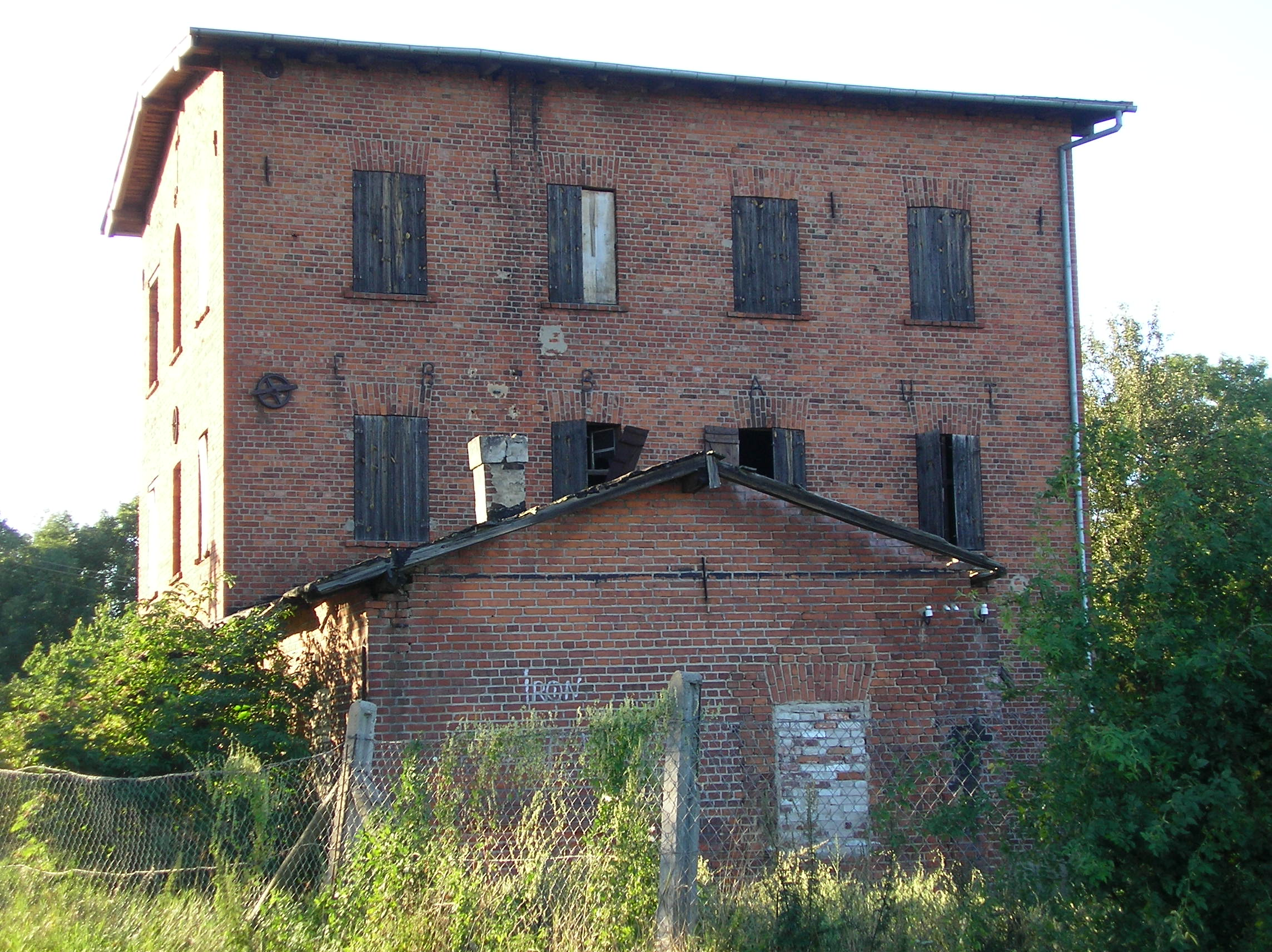
Wassermühle (Aufnahme von 2008)

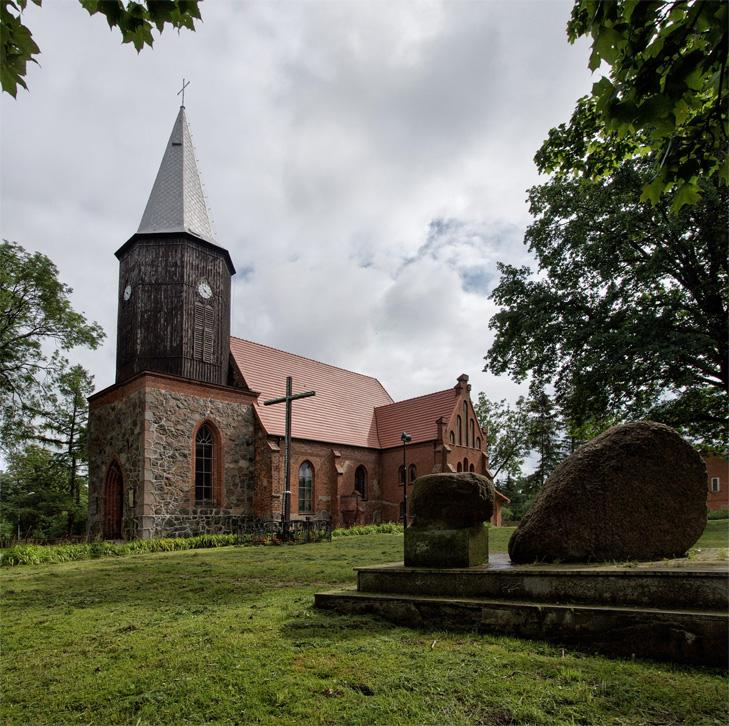
Dorfkirche (Aufnahme von 2011)

## Geographische Lage
Das Dorf liegt in Hinterpommern auf einer Höhe von etwa drei Metern über dem Meeresspiegel. Der Nachbarort Drzonowo (Drenow) liegt etwa einen Kilometer weiter östlich, der Gemeindeverwaltungssitz in der Stadt Kołobrzeg etwa 13 Kilometer nordöstlich und der Strand der Ostsee etwa 6,5 Kilometer nördlich.

## Geschichte
Sarbia war ein altes Kirchdorf, das im Mittelalter gegründet wurde. Es wurde 1254 unter dem Namen Zirbe in einer Schenkungsurkunde genannt, mit der der in Demmin residierende Pommernherzog Wartislaw III. das Dorf dem Kloster Belbuck vermachte. Um 1784 gab es in Zabern einen Prediger, einen Küster, einen Freischulzen, zwölf Bauern, drei Kossäten – darunter war auch der Müller, der einen Kossätenhof und eine Wassermühle betrieb, eine Schmiede, fünf Büdner, ein Predigerwitwenhaus und insgesamt 25 Feuerstellen (Haushalte). Haupteinnahmequelle des Dorfs war stets die Landwirtschaft. Die Zabernsche Wassermühle, eine Erbpachtmühle, hatte die Landwirte der Dörfer Glansee, Hagenow, Zamow und Zarben zu Zwangsmahlgästen. Um die Mitte des 19. Jahrhunderts schaffte die Gemeinde Zabern für die landwirtschaftlichen Betriebe eine gemeinschaftliche Berieselungsanlage an.
Bis 1945 gehörte der Ort zum Landkreis Greifenberg i. Pom. in der Provinz Pommern.
Gegen Ende des Zweiten Weltkriegs wurde die Region im Frühjahr 1945 von der Roten Armee besetzt und anschließend zusammen mit ganz Hinterpommern unter polnische Verwaltung gestellt. Das deutsche Dorf erhielt nun den polnischen Namen Sarbia.
Am Ort befindet sich eine backsteinerne Dorfkirche aus dem Anfang des 13. Jahrhunderts, die  Johannes dem Täufer gewidmet ist. Nach der Kirchenchronik wurde das Hauptgebäude mit dem Presbyterium 1325 fertiggestellt. In den folgenden Jahrhunderten wurden Erweiterungs-, Umbau- und Sanierungsarbeiten durchgeführt. Im Jahr 1885 erhielt das Gotteshaus einen hölzernen Glockenturm auf einem Feldsteinfundament sowie zwei Seitenschiffe und ein Querschiff. Damit erlangte es sein heutiges Aussehen. Im Inneren bilden ein gotisches Taufbecken aus opakem Muschelkalk (14. Jahrhundert) und eine geschnitzte Kreuzigungsgruppe (15. Jahrhundert) sehenswerten Schmuck.

## Kirchspiel
Zarben hatte eine evangelische Mutterkirche, die zur Synode von Treptow gehörte, mit einer Filiale in dem Nachbardorf Hagenow.